# Olympische Winterspiele 1998/Teilnehmer (Bermuda)
| Gelbes Symbol für Goldmedaillen mit stilisierten Olympischen Ringen | Graues Symbol für Silbermedaillen mit stilisierten Olympischen Ringen | Braundes Symbol für Bronzemedaillen mit stilisierten Olympischen Ringen |
| ------------------------------------------------------------------- | --------------------------------------------------------------------- | ----------------------------------------------------------------------- |
| —                                                                   | —                                                                     | —                                                                       |

Bermuda nahm an den Olympischen Winterspielen 1998 im japanischen Nagano mit einem Athleten teil.
Es war nach 1992 und 1994 die dritte Teilnahme Bermudas bei Olympischen Winterspielen.

## Flaggenträger
John Hoskins trug die Flagge Bermudas während der Eröffnungsfeier im Olympiastadion.

## Teilnehmer nach Sportarten

### Rennrodeln
| Teilnehmer        | 1. Lauf  | 1. Lauf | 2. Lauf  | 2. Lauf | 3. Lauf  | 3. Lauf | 4. Lauf  | 4. Lauf | Gesamt       | Gesamt |
| Teilnehmer        | Zeit     | Platz   | Zeit     | Platz   | Zeit     | Platz   | Zeit     | Platz   | Zeit         | Platz  |
| ----------------- | -------- | ------- | -------- | ------- | -------- | ------- | -------- | ------- | ------------ | ------ |
| Patrick Singleton | 51,434 s | 26      | 51,579 s | 28      | 51,839 s | 26      | 52,243 s | 28      | 3:27,095 min | 27     |